# Michal Bartoň
Michal Bartoň (* 7. ledna 1976) je český právník věnující se ústavnímu právu, konkrétně základním právům a otázkám svobody projevu. Za svou vědeckou činnost obdržel v roce 2024 medaili Antonína Randy.
Působí jako docent a vedoucí katedry ústavního práva na Právnické fakultě Univerzity Palackého v Olomouci a od roku 2013 jako asistent soudce na Ústavním soudě. V letech 2008–2013 byl členem pracovní komise pro veřejné právo Legislativní rady vlády. Zastával pozici senátora v Akademickém senátu Univerzity Palackého a předsedy Akademického senátu právnické fakulty. Je spoluautorem komentáře k Listině základních práv a svobod a teoretických publikací z oblasti základních práv a organizačního ústavního práva.

## Životopis

### Studium a akademická dráha
Po maturitě na matematické sekci Slovanského gymnázia v Olomouci se rozhodoval mezi studiem matematiky a práv – nakonec se rozhodnul pro práva a roku 1999 tak promoval na Právnické fakultě Univerzity Palackého v Olomouci. Posléze nastoupil do doktorského studia ústavního práva na Masarykovu univerzitu, jež dokončil roku 2005. Tamtéž byl roku 2012 habilitován pro obor ústavní právo a státověda. Od konce svého studia nepřetržitě působí na katedře ústavního práva, v akademické samosprávě Univerzity Palackého a postupně i ve vědecké radě fakulty a oborových radách pro obor ústavní právo na právnických fakultách v Olomouci, Praze a Brně. Taktéž zasedá v redakční radě Časopisu pro právní vědu a praxi a časopisu Právník.

### Odborná a pedagogická činnost
Věnuje se základním právům, otázkám svobody projevu a organizačnímu ústavnímu právu. Na tato témata pravidelně publikuje v odborných časopisech články a vydává monografie. Garantuje výuku některých ústavněprávních předmětů, pro jejichž studium vydal s kolegiem autorů z olomoucké právnické fakulty dvě učebnice. V roce 2024 byl nominován na pozici soudce Ústavního soudu.

## Publikační činnost
- BARTOŇ, M. Svoboda projevu a její meze v právu ČR. Praha: Linde, 2002, 316 s.
- BARTOŇ, M., DIENSTBIER, F., HORÁKOVÁ, M., PETERKOVÁ, M., POUPEROVÁ, O., SLÁDEČEK, V. Kontrolní mechanismy fungování veřejné správy. Olomouc: Periplum, 2009, 383 s.
- BARTOŇ, M. Svoboda projevu: principy, garance, meze. Praha: Leges, 2010, 384 s.
- BARTOŇ, M., KRATOCHVÍL, J., KOPA, M., TOMOSZEK, M., JIRÁSEK, J., SVAČEK, O. Základní práva. Praha: Leges, 2016, 608 s.
- BARTOŇ, M., KOPA, M., TOMOSZEK, M. Základní práva: příklady a dokumenty. Olomouc: Univerzita Palackého v Olomouci, 2014, 230 s.
- BARTOŇ, M., HUSSEINI, F., KOKEŠ, M., KOPA, M. Listina základních práv a svobod: komentář. Praha: C. H. Beck, 2021, 1413 s.
- BARTOŇ, M., JIRÁSEK, J., TOMOSZEK, M. Ústavní základy organizace státu. Praha: Leges, 2025, 381 s.